# Charlotte de France
 (février 2024).
Si vous disposez d'ouvrages ou d'articles de référence ou si vous connaissez des sites web de qualité traitant du thème abordé ici, merci de compléter l'article en donnant les références utiles à sa vérifiabilité et en les liant à la section « Notes et références ».
Charlotte de France (Amboise, 23 octobre 1516 - Saint-Germain-en-Laye, 18 septembre 1524) est la deuxième fille du roi de France François Ier et de la reine Claude de France. Elle meurt à l'âge de 7 ans.

## Enfance
Charlotte de France est née le 23 octobre 1516 au château d'Amboise. Elle est la deuxième fille du roi de France François Ier et de la reine Claude de France. Elle était une belle enfant, avec des yeux bleu verdâtre et des cheveux roux lumineux, trait hérité de sa grand-mère Anne de Bretagne.
Elle vit une enfance heureuse jusqu'en mars 1519 au château d'Amboise puis au château de Saint-Germain-en-Laye jusqu'à son décès.

## Contexte familial

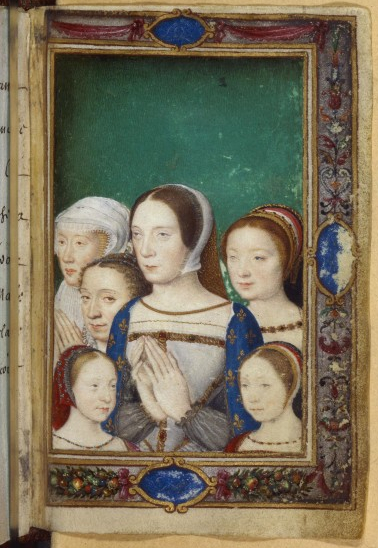
Famille royale, Charlotte de France est au premier plan à gauche. Livre d'heures de Catherine de Médicis.

Charlotte de France est la deuxième des sept enfants du roi de France François Ier et de la reine Claude de France. Sa sœur aînée Louise meurt prématurément en 1518, peu après la naissance de son frère François.
Sa mère Claude de France décède le 20 juillet 1524 soit deux mois avant le décès de Charlotte de France. Sa grand-mère Louise de Savoie tombe malade vers la même époque.

## Fin de vie
De santé fragile, Charlotte à l'âge de sept ans, contracte la rougeole, maladie qui avait tué son demi-oncle, Charles Orland de France, dauphin de France trente ans plus tôt.
Son père François Ier étant parti vers la future bataille de Pavie, Charlotte se retrouve alors seule avec sa tante Marguerite d'Angoulême sur son lit de mort.